# Уулбаян
Уулбаян (монг.: Уулбаян) — сомон Сухе-Баторського аймаку Монголії. Територія 4000 км², населення 4,2 тис. чол. Центр — селище Зуунбулаг, розташоване на відстані 74 км від Баруун-Урт та 500 км від Улан-Батора.

## Рельєф
Степова місцевість, мало рік, є солені озера.

## Корисні копалини
Залізна руда, вугілля, будівельна сировина.

## Клімат
Середня температура січня −21 °C, липня +20 °C, протягом року в середньому випадає 160–220 мм опадів.

## Тваринний світ
Водяться козулі, лисиці, корсаки, манули, зайці, тарбагани.

## Соціальна сфера
Є школа, лікарня, сфера обслуговування.